# Craig R. Baxley
Pour les articles homonymes, voir Baxley (homonymie).
Craig R. Baxley est un réalisateur américain né le 20 octobre 1949 à Los Angeles.

## Biographie
Il a commencé sa carrière en tant que cascadeur au début des années 1970 et a notamment été coordinateur des cascades pour les films Les Guerriers de la nuit, Reds et Predator, ainsi que pour la série L'Agence tous risques. C'est également dans cette série qu'il fait ses débuts de réalisateur.

## Filmographie

### Réalisateur
- 1984 à 1986 : L'Agence tous risques (The A-Team) (9 épisodes)
- 1988 : Action Jackson
- 1990 : Dark Angel
- 1991 : Stone Cold
- 1994 : Belle de nuit (Deconstructing Sarah) (téléfilm)
- 1996 : Incitation au meurtre (Twisted Desire) (téléfilm)
- 1997 : Sous pression (Bad Day on the Block)
- 1998 : Les Soupçons de Mary (Silencing Mary) (téléfilm)
- 1999 : La Tempête du siècle (Storm of the Century) (minisérie)
- 2002 : Rose Red (minisérie)
- 2002 : Sniper 2
- 2003 : Le Journal d'Ellen Rimbauer (The Diary of Ellen Rimbauer) (téléfilm)
- 2004 : Kingdom Hospital (13 épisodes)
- 2005 : Triangle (minisérie)
- 2006 : The Lost Room (minisérie)